# La Cinq
La Cinq è stata una rete televisiva francese fondata dal gruppo mediatico italiano Fininvest. Iniziò le trasmissioni il 20 febbraio 1986 e le concluse il 12 aprile 1992.
Fu la prima emittente privata gratuita francese a carattere nazionale.

## Storia
Dopo aver introdotto su larga scala in Italia la televisione commerciale a diffusione nazionale (con la trasformazione di Telemilanocavo in Canale 5), a metà anni ottanta l'imprenditore Silvio Berlusconi iniziò a cercare un mercato estero su cui investire e poter replicare il suo modello di business.
L'occasione si presentò nel 1985 in Francia, allorquando l'allora presidente della Repubblica, il socialista François Mitterrand, mettendo in conto la possibile sconfitta del suo partito alle successive elezioni regionali e legislative, decise a sorpresa di riformare il sistema delle concessioni radiotelevisive nazionali. Con l'aiuto dell'esecutivo guidato dal premier Laurent Fabius, egli riuscì dunque a creare due nuove licenze a disposizione di altrettante emittenti, a carattere privato e in chiaro, in modo che queste potessero arrivare ad un vasto pubblico (a differenza di ciò che succedeva già con Canal+, canale criptato e a pagamento). Lo scopo era quello di ampliare il panorama televisivo transalpino, con l'auspicio che le nuove stazioni adottassero una linea più vicina al partito di governo.
Il gruppo Fininvest si presentò tra gli acquirenti interessati, assieme alla società Chargeurs del produttore Jérôme Seydoux (indicato come azionista di maggioranza relativa), riuscendo infine ad aggiudicarsi le frequenze.

### Le prime trasmissioni
Il 20 novembre 1985 il governo francese, superando i veti e le perplessità di alcuni ministri e autorità, accordò una concessione della durata di 18 anni alla holding France 5 (compartecipata da Berlusconi e Seydoux), che venne così autorizzata ad impiantare una nuova rete televisiva a diffusione nazionale: il contratto includeva altresì alcune clausole di protezione del concessionario dall'eventuale concorrenza di altre reti e i nulla osta per effettuare liberamente la raccolta pubblicitaria. La seconda licenza andò al canale TV6, che improntò il proprio palinsesto su un target giovanile e musicale.
Due giorni dopo, i due comproprietari convocarono una conferenza stampa volta a presentare pubblicamente il progetto del nuovo canale: in tale sede Berlusconi, replicando a una parte dell'opinione pubblica transalpina che l'aveva accusato di voler creare una télévision Coca-Cola (cioè fortemente sbilanciata su pubblicità e produzioni di consumo importate dall'estero), affermò ironicamente di immaginare la futura rete come una télévision beaujolais et champagne le samedi, laddove i nomi di celebri vitigni autoctoni suggerirono un intrattenimento frizzante e nazionalpopolare di marca francese, promettendo inoltre l'ingaggio di vari personaggi di chiara fama del mondo dello spettacolo e televisivo d'oltralpe.
Il canale iniziò ufficialmente le sue trasmissioni il 20 febbraio 1986 con un sontuoso e costoso gala d'inaugurazione intitolato Finalment La Cinq, che venne registrato a Milano negli studi Fininvest e che vide la partecipazione di molti nomi illustri dello spettacolo francese; la programmazione risentì all'inizio dell'impronta italiana, a partire dal logo del canale, molto simile a quello di Canale 5 (le uniche differenze sono una stella al posto del fiore e la scritta LA CINQ al posto della testa del biscione), per arrivare alle figure che occupavano i ruoli dirigenziali (il direttore del canale era Carlo Freccero e la responsabile del palinsesto era Fatma Ruffini) e i molti format importati dall'Italia e registrati nei medesimi studi milanesi della Fininvest, tra cui il quiz Pentatlon (in onda al giovedì) o il varietà W le donne (ribattezzato Cherchez la Femme, in onda al sabato sera e condotto da Amanda Lear, che ne presentava anche la versione italiana). Anche molte serie TV e film, vero punto di forza della rete, erano inizialmente in comune e alcune di esse erano ancora inedite in Francia (ad esempio Supercar e alcune stagioni di Happy Days). Tra l'altro, la sigla francese dell'anime giapponese Lovely Sara venne cantata da Cristina D'Avena mentre i successivi adattamenti di sigle saranno eseguiti tutti dalla stessa cantante, la belga Claude Lombard.
Il canale trasmetteva su un numero limitato di frequenze, rese disponibili dal CSA (il Conseil supérieur de l'audiovisuel, l'organo di controllo competente in materia, nato in contemporanea all'apertura del mercato televisivo transalpino), dovendo far fronte a ovvi e, a volte, clamorosi buchi nella copertura: ad esempio, solo alcuni quartieri di Tolosa, la quarta città francese, furono in grado di vedere il sontuoso spettacolo inaugurale. Alcuni noti personaggi televisivi francesi si lasceranno nel frattempo attirare dal canale e vi lavoreranno, salvo abbandonarlo poco dopo per i bassi ascolti registrati dalle loro trasmissioni, dovuti alla scarsità di copertura del segnale di La Cinq.
Alle elezioni del 1986 il Partito Socialista subì una grave sconfitta e la destra gollista tornò al governo, con a capo Jacques Chirac; questi chiese la revisione delle due licenze di trasmissione recentemente concesse, definendo La Cinq un esempio di “svendita” del mercato televisivo francese, dettato da ragioni politiche, a Berlusconi (che apostrofò con l’espressione marchant de soupe italien, letteralmente “bottegaio italiano”) e facendo pressioni affinché la maggioranza azionaria passasse a un nuovo titolare.
Alla fine l'editore Robert Hersant rilevò la quota di maggioranza nel febbraio 1987. Sette mesi dopo, a settembre, una volta completata la transazione, nacque il telegiornale, condotto dal giornalista Jean-Claude Bourret, proveniente da TF1 e che resterà a La Cinq fino alla sua chiusura, diventandone uno dei capisaldi (oltre a impegnarsi in prima persona e fino all'ultimo per salvarla). Un anno dopo, la programmazione di La Cinq arrivò a coprire l'intera giornata, iniziando a investire nello sport dopo aver trasmesso il Gran Premio di Pau (allora parte della Formula 3000) e comprato per una notevole cifra la semifinale di Coppa delle Coppe Bordeaux-Lipsia, oltre a mandare in onda il Rally Dakar (mantenuto fino alla chiusura).
Sempre in quegli anni La Cinq sfrutterà sistematicamente e con successo il Minitel, una sorta di antenato di Internet sviluppato in Francia a partire dal protocollo Videotex: al codice 3615 La Cinq era possibile reperire concorsi, notizie e sondaggi, nonché interagire in diretta con determinati programmi.

### Avvicendamento al vertice
Nel 1990 Hersant, travolto dai debiti e dalla guerra contro Berlusconi per il controllo societario, cedette la maggioranza dell'emittente al gruppo Hachette guidato da Jean-Luc Lagardère, il quale sperava da tempo di acquisire il controllo di una rete nazionale dopo aver fallito la conquista di TF1: dichiarò, al momento dell'accordo, che credeva fosse possibile salvare La Cinq. Il canale subì cambiamenti profondi, a partire dal logo – un complesso design di numeri sovrapposti nel quale spicca in evidenza il 5, creato dallo stilista Jean-Paul Goude ispiratosi a Jasper Johns – che sostituì quello ideato da Berlusconi e derivato dal logo di Canale 5. Anche i quadri societari cambiarono, con l'uscita di Freccero; tuttavia Berlusconi rimase azionista e vicepresidente.

### La bancarotta
Il 1991 fu un anno difficile, iniziato in perdita (ventidue trasmissioni lanciate e la maggior parte di queste chiuse, insieme alla crisi del mercato pubblicitario) seppur con pochi momenti positivi (la conquista dei diritti televisivi della Formula 1 per il triennio 1991-1993, l'arrivo del telefilm Twin Peaks e di tanti film della Disney e il crescente apprezzamento del pubblico per l'informazione, come dimostrato dall'ampia copertura della Guerra del Golfo), che si concluse con 576 licenziamenti (e relativo sciopero del personale) e un bilancio in rosso per 1 miliardo di franchi (pari a circa 150 milioni di euro attuali), accumulando un debito complessivo di 3 miliardi di franchi. Sul fronte ascolti, pur essendo in calo La Cinq mantenne il terzo posto con il 10,9%, superando France 3 e M6 (anch'essa costretta a una politica d'austerità a causa di cospicue perdite in bilancio). Il canale finì in amministrazione controllata per tre mesi e Jean-Claude Bourret, presagendo il rischio della chiusura, creò un'associazione ad hoc per difenderlo, che ebbe in poco tempo 800.000 aderenti, per poi toccare quota 1,3 milioni. Lo scopo dell'associazione era quello di salvare il canale ricorrendo a un sistema di azionariato popolare, da attuare con la messa in vendita di azioni a 250 franchi. Tali iniziative furono promosse con una massiccia campagna pubblicitaria, ma senza sortire l'effetto sperato.
Nel frattempo, Berlusconi cercò di mettere sul piatto un aumento di capitale, rinunciandovi poco dopo per mancanza del supporto necessario.

### La fine delle trasmissioni
Il 3 aprile 1992, in apertura dell'edizione serale del telegiornale, Bourret annunciò che la rete era stata messa in liquidazione per l'eccesso di passivo in bilancio e che avrebbe chiuso di lì a poco, precisamente alla mezzanotte del 12 aprile, parlando poi di pressioni politiche ed economiche mirate a sopprimere il canale.
Dopo l'annuncio del 3 aprile, Bourret continuò a ribadire che la lotta per salvare La Cinq sarebbe proseguita e lanciò appelli al pubblico nella speranza di ottenere ulteriore supporto alla causa di difesa del canale.
Come preannunciato, il 12 aprile alle 20:45, dopo l'ultimo telegiornale, andò in onda l'ultima trasmissione, dal titolo Vive La Cinq, presentata da Gilles Schneider insieme alla presentatrice Marie-Laure Augry, al direttore delle notizie Patrice Duhamel (poi passato a France 24) e allo stesso Bourret; vi presero parte tutti i personaggi legati all'emittente e venne annunciata la creazione, da parte dell'associazione di difesa, di un settimanale d'informazione intitolato Cinq Plus.
In poco più di tre ore vennero ripercorsi tutti i sei anni d'attività dell'emittente, con una lunga serie di messaggi d'addio letti in diretta da volti noti che avevano in passato lavorato per il canale. A mezzanotte, partì un conto alla rovescia e, arrivati allo zero, la telecamera si soffermò sulla mano di un tecnico che, tirando una leva, di fatto spense le trasmissioni del canale. Venne trasmessa allora una breve animazione di un'eclissi totale di luna, accompagnata dalle note di Così parlò Zarathustra. Allorché l'eclissi divenne totale, l'audio andò via via scemando lasciando il posto a un effetto stillicidio. Lo schermo diventò nero e apparve la frase La Cinq vous prie de l'excuser pour cette interruption définitive de l'image et du son (La Cinq vi prega di scusarla per quest'interruzione definitiva dell'immagine e del suono), che lasciò poi il posto a un breve ma eloquentissimo messaggio tacitiano: C'est fini (È finita). Gli ascolti della serata avevano registrato in quel momento circa 7 milioni di telespettatori, una percentuale di share altissima se si calcola che, alla fine della sua esistenza, il canale raggiungeva una copertura pari all'80% del territorio nazionale francese, ma ormai era troppo tardi.
Mitterrand, a cui tanti si erano appellati perché intervenisse a favore di La Cinq, nata proprio grazie alla sua iniziativa di apertura del mercato televisivo francese, espresse il suo disappunto per la chiusura della rete, definendola un canale di grande classe e talento, con delle eccellenti trasmissioni, ma ribadendo come il dissesto finanziario dell'azienda fosse troppo alto per consentirne il salvataggio, soprattutto a cospetto della mano pubblica.

## Dopo La Cinq
Nei mesi successivi, nelle guide dei programmi televisivi sulle riviste francesi, al posto di La Cinq compariva la dicitura L'écran noir (Lo schermo nero). Le frequenze liberate furono poi parzialmente assegnate al canale Arte (acronimo di Association Relative à la Télévision Européenne, Associazione Relativa alla Televisione Europea), un canale culturale franco-tedesco a vocazione europea di servizio pubblico, che partì con le proprie trasmissioni nella serata del 28 settembre 1992. Nel 1994 le ore diurne furono riempite dal nuovo canale pubblico La Cinquième (oggi France 5), scelta criticata da molti e considerata come un "furto" nei confronti di chi voleva creare un'altra emittente privata a carattere nazionale.
Dopo che La Cinq pose fine alle sue trasmissioni, Jean-Claude Bourret continuò a portare avanti la battaglia per la rinascita del canale con la sua association de défense, che esiste a tutt'oggi e nel frattempo ha cambiato nome in TV Liberté.

## Eredità
Tra le invenzioni dell'emittente vi fu senza dubbio Le journal permanent, una trasmissione di notizie fornite ogni 15 minuti la mattina; questo ha probabilmente ispirato l'analogo programma italiano Prima Pagina, ancora in onda su Canale 5 al mattino. Un'altra innovazione fu la conduzione uomo-donna del telegiornale. Inoltre, La Cinq aveva inventato un programma domenicale, Face à France, dove un politico si confrontava con alcuni francesi comuni scelti dalla società di sondaggi IPSOS, in modo da ricalcare l'insieme del tessuto sociale francese; tale concetto sarà ripreso da un programma di TF1, da uno della TVE, da uno di France 2 e da uno di RTP.

## Curiosità
- La Cinq non fu il primo canale nazionale generalista a chiudere in diretta nella storia della televisione francese: nel 1987, infatti, la stessa sorte toccò al canale televisivo TV6, sostituito da M6. L'animazione conclusiva delle due emittenti presentava molte analogie: quella di TV6, mostrò infatti l'esplosione di un pianeta con il marchio dell'emittente, causata da un Dart Fener (nel quale veniva identificato il governo gollista dell'epoca capeggiato da Chirac e Balladur) che si congratula con la vittoria dell'Impero (identificato con la Lyonnaise des Eaux/Compagnie Luxembourgeoise de Télédiffusion) sui ribelli (identificati con Publicis/NRJ), il tutto accompagnato dalle musiche di Guerre stellari. Una sequenza molto simile all'eclissi totale di La Cinq ma, a differenza di quest'ultimo, passò sotto silenzio, sia perché TV6 era riuscita a malapena a conquistare una propria fetta di pubblico solo tra i giovani sia perché M6 lo rimpiazzò nel giro di appena undici ore.

- All'ultimo duello politico (la rubrica che chiudeva l'edizione delle 12:45 del telegiornale) prese parte il futuro presidente della Repubblica francese Nicolas Sarkozy, allora sindaco di Neuilly-sur-Seine.

## Loghi

20 febbraio 1986 - 2 aprile 1991 (da notare la somiglianza con quello di Canale 5, Telecinco e Tele 5)
2 aprile 1991 - 12 aprile 1992